# Кашак, Гжегож
Гже́гож Ка́шак (пол. Grzegorz Kaszak; род. 24 февраля 1964, Хощно, Польша) — польский прелат. Секретарь Папского совета по делам семьи с 7 ноября 2007 по 4 февраля 2009. епископ Сосновеца с 4 февраля 2009 по 24 октября 2023.

## Биография
Гжегож Кашак родился 24 февраля 1964 года в городе Хощно, Польша. С 1983 по 1989 год обучался в Высшей духовной семинарии в деревне Гощчиково (гмина Свебодзин, Свебодзинский повят, Любушское воеводство). Теологическое обучение закончил в семинарии в городе Хощно. 18 июня 1989 года Гжегож Кашак был рукоположён в священника, после чего с 1989 по 1990 год исполнял обязанности викария в приходе святого Войцеха в Свиноуйсьце.
C 1990 года обучался в Папском Университете Святого Креста в Риме. В 1998 году Гжегож Кашак получил научную степень доктора теологии.
С 1992 по 2002 год и c 2007 года работал в Папском совете по делам семьи. 7 ноября 2007 года был назначен секретарём Папского совета по делам семьи. С 4 апреля 2002 года по 2008 год был ректором Польского папского института в Риме.
4 февраля 2009 года Римский папа Бенедикт XVI назначил Гжегожа Кашака епископом епархии Сосновеца. 28 марта 2009 года Гжегож Кашак был рукоположён в епископа.
С 24 октября 2024 года в отставке.